# LOT베큠
주식회사 LOT베큠(영어: LOT Vacuum)은 대한민국의 건식 진공펌프 기업이다.

## 개요
- 2002년 3월 23일 설립되었다.
- 회사의 진공펌프는 반도체, 2차전지, 태양광, 디스플레이 등 다양한 분야에 사용되고 있다.[3]
- LOT VACUUM의 의미는 Leader Of Technology Vacuum이다.

## 제품
반도체 진공펌프와 중국 태양광 장비 기업 대상 진공펌프 등을 생산한다.

## 관련 문헌
- 유현석, 올해보다 내년이 더 뜨거울 엘오티베큠, 아시아경제, 2023.09.18
- 장원수, “엘오티베큠, 더 좋을 것으로 기대되는 2024년”, 인사이트코리아, 2023년 10월 5일